# 日下部大次郎
日下部 大次郎（くさかべ だいじろう、1968年8月9日 - ）は、株式会社Tマーケティングの代表取締役社長。かつては、競輪関連団体SS11の事務局長、日本プロバスケットボールリーグ（bjリーグ）のチーム・東京アパッチの代表取締役を務めた。

## 来歴
大阪府出身。
1991年3月、同志社大学経済学部を卒業。同年4月、日本興業銀行に入行。
2002年、統合によってみずほコーポレート銀行外為業務部へ。2004年、退職。
2005年3月、株式会社日本プロバスケットボールリーグ設立と同時に入社し、経営企画室ディレクターを務める。2010年1月、退職。
2010年2月、株式会社エクスターエンターテイメントに入社し、東京アパッチ事務局長となる。同年6月、代表取締役に就任。同年9月、（山本雄一の新就任にともない）顧問となる。
早稲田大学スポーツ科学学術院の平田竹男研究室・社会人修士課程1年制（第6期生・2011年度卒業）にて、長塚智広（競輪選手）と1年間ともに過ごした縁から、被災地に対する支援活動・その延長として「チャリーズ」（運営母体はSS11）の活動に参画することになったという。尚、同級生にはプロゴルファーの金子柱憲、パラアスリートの谷真海、日本バスケットボール協会技術委員長の東野智弥らがいる。
2018年、Tリーグ・T.T彩たまのスーパーバイザーに就任
2019年7月、Tリーグのマーケティング業務を行うTマーケティングの代表取締役社長。